# ألفرد راينر
ألفرد راينر (بالألمانية: Alfred Rainer) هو متزحلق نوردي مزدوج نمساوي، ولد في 22 سبتمبر 1987 في سالفيلدن في النمسا، وتوفي في 16 أغسطس 2008 في إنسبروك في النمسا.

## وصلات خارجية
- ألفرد راينر على موقع الاتحاد الدولي للتزلج (التزلج النوردي المزدوج) (الإنجليزية)